# Phillips Academy
Phillips Academy, Andover, Phillips Andover eller PA är en internatskola för gymnasieelever i Andover, Massachusetts, nära Boston. Den har funnits sedan 1778.